# 浄牧院
浄牧院（じょうぼくいん）は、東京都東久留米市にある曹洞宗の寺院。

## 歴史
1444年（文安元年）、八王子城の城主「安祝」の開基である。ただ、開山年は八王子城の築城年よりも古く、安祝の俗名も不詳であることから、実際の創建者は不明である。
正保年間（1644年 - 1648年）には、寺領30石が与えられている。末寺として、東村山市の梅岩寺や清瀬市の全龍寺などを擁していた。
現在の本堂は2005年（平成17年）に建てられたものである。

## 文化財
- 浄牧院旧山門（東久留米市指定文化財）[3]
- 神谷家墓所（東久留米市指定史跡）[3]
- 鈴木家墓所（東久留米市指定史跡）[3]
- 浄牧院のカヤ（東久留米市指定天然記念物）[3]

## 交通アクセス
- 東久留米駅より徒歩10分。